# Jennifer Higdon
Jennifer Elaine Higdon (30 de diciembre de 1962) es una compositora estadounidense de música clásica contemporánea. Ha recibido muchos premios, incluido el Premio Pulitzer de Música 2010 por su Concierto para violín y tres Premios Grammy a la Mejor Composición Clásica Contemporánea por su Concierto de percusión en 2011, Concierto para viola en 2018 y Concierto para arpa en 2020. Elegida miembro de la American Philosophical Society en 2019, fue profesora de composición en el Curtis Institute of Music de 1994 a 2021.

## Biografía
Higdon nació en Brooklyn, Nueva York. Pasó los primeros 10 años de su vida en Atlanta, Georgia antes de mudarse a Seymour, Tennessee. Su padre, Charles Higdon, era pintor y se esforzó por exponer a sus hijos a diferentes tipos de arte. Los llevó a varias exposiciones de arte nuevo y experimental que le dieron su primera exposición al arte y la ayudaron a formarse una idea de lo que era el arte. También desarrolló un interés por la fotografía y la escritura a una edad temprana. A pesar de su temprana introducción al arte, recibió muy poca exposición a la música clásica en su hogar. En cambio, su educación musical temprana provino de escuchar música rock y folk de la década de 1960. No fue hasta la escuela secundaria que se unió a la banda de conciertos, donde comenzó a tocar percusión. Aproximadamente al mismo tiempo, tomó una flauta que su madre había comprado y comenzó a aprender a tocar por sí misma usando un viejo libro de métodos de flauta. Tocaba la flauta en la banda de conciertos de su escuela secundaria y la percusión en la banda de música, pero escuchó poca música clásica antes de sus años universitarios.
Estudió interpretación de flauta en la Bowling Green State University con Judith Bentley, quien la animó a explorar la composición. Debido a su falta de entrenamiento formal a una edad temprana, Higdon luchó por ponerse al día al principio de su carrera universitaria. Ella misma señala que prácticamente comenzó desde cero con respecto a la teoría musical, cuando entró a la universidad: "No sabía ninguna teoría básica, cómo deletrear un acorde, qué intervalos eran y no tenía habilidades con el teclado. Básicamente comencé desde el principio. La mayoría de las personas con las que comencé la escuela eran mucho más avanzadas que yo, y yo tenía mucho que hacer para ponerme al día." A pesar de estos desafíos, fue una estudiante trabajadora y resiliente, incluso cuando se enfrentó al desánimo de algunos profesores.
Durante su tiempo en Bowling Green, escribió su primera composición, una pieza de dos minutos para flauta y piano titulada Night Creatures. Sobre tocar en la orquesta de la universidad, ha dicho: "Debido a que llegué a la música clásica de manera muy diferente a la mayoría de la gente, las cosas más nuevas me atrajeron más que las antiguas." Mientras estaba en Bowling Green, conoció a Robert Spano, quien estaba enseñando un curso de dirección allí y se convirtió en uno de los campeones de la música de Higdon en la comunidad orquestal estadounidense.
Higdon obtuvo un Diploma de Artista del Curtis Institute of Music, donde estudió con David Loeb y Ned Rorem y le dio clases a la futura virtuosa Hilary Hahn. Continuó demostrando su fortaleza y dedicación perseverando a pesar de algunas cartas de rechazo de graduados. Finalmente obtuvo una Maestría en Artes y un Doctorado en Composición de la Universidad de Pensilvania bajo la tutela de George Crumb.
De 1994 a 2021, Higdon fue profesora de composición en el Curtis Institute of Music, donde ocupó la cátedra Milton L. Rock en Estudios de Composición. Se ha desempeñado como compositora residente con la Orquesta Sinfónica de Pittsburgh, la Orquesta Sinfónica de Green Bay, la Orquesta de Filadelfia, la Sinfónica de Fort Worth y la Academia de Música del Oeste.
Higdon vive en Filadelfia.

### Obra e interpretaciones
Higdon ha recibido encargos de las principales orquestas sinfónicas, incluida la Orquesta de Filadelfia, la Orquesta de Cleveland, la Orquesta Sinfónica de Chicago, la Orquesta Sinfónica de Atlanta, la Orquesta Sinfónica Nacional de Estados Unidos, la Orquesta de Minnesota, la Orquesta Sinfónica de Pittsburgh, la Orquesta Sinfónica de Indianápolis y la Orquesta Sinfónica de Dallas. Los directores que trabajaron extensamente con ella incluyen a Christoph Eschenbach, Marin Alsop, Leonard Slatkin y Giancarlo Guerrero.
Compuso su primera ópera basada en la novela de Charles Frazier de 1997, Cold Mountain, con libreto de Gene Scheer. Fue comisionada por The Santa Fe Opera y la Opera Philadelphia, y se estrenó en Santa Fe en 2015 
Sus obras han sido grabadas en más de cuarenta álbumes. Su obra más popular es blue cathedral, un poema de un solo movimiento que trata sobre la muerte de su hermano por cáncer, que se estrenó en 2000. Ha sido interpretada por más de 400 orquestas desde entonces.

## Estilo compositivo e influencia
La obra musical de Jennifer Higdon proviene de múltiples influencias y referentes. Su estilo musical surgió de sus humildes comienzos, escuchando a grupos como The Beatles, The Rolling Stones, Simon & Garfunkel y muchas otras bandas, en lugar de música clásica. Como resultado, ha descrito su propio proceso compositivo como "intuitivo" e "instintivo", en el que prefiere la música que tiene sentido, en lugar de escribir música que se adhiera a las formas y estructuras clásicas. La música popular y folclórica no fueron las únicas influencias tempranas en su composición; las montañas y los amplios espacios abiertos de su casa en Tennessee han influido en su estilo e incluso la ayudaron a vincularse con George Crumb, quien la animó a usar la naturaleza como musa.
Muchas de las piezas de Jennifer Higdon se consideran neorománticas. Armónicamente, la música de Higdon tiende a utilizar estructuras tonales, pero evita las progresiones armónicas tradicionales en favor de intervalos más abiertos. Evitar armaduras específicas le permite realizar cambios y modulaciones armónicos repentinos y sorpresivos. Suele utilizar quintas perfectas abiertas y quintas paralelas en la mayoría de sus composiciones. También utiliza a menudo pasajes escalares para agregar contexto melódico o armónico a la música. Su experiencia inicial en percusión probablemente influyó en su estilo rítmico; su música a menudo presenta pasajes rítmicos complejos e intrincados, incluso cuando las melodías son líricas. También hace uso de ostinati rítmicos que dan movimiento a muchas de sus obras, especialmente a sus composiciones más rápidas. Parte de su repetición rítmica y melódica podría considerarse de naturaleza minimalista.
En sus trabajos vocales y corales, Higdon trabaja para emular patrones del habla y los aplica a la escritura, tanto del tono como del ritmo de sus melodías. Intenta reflejar el estado de ánimo del texto, lo que da como resultado melodías que tienden a tener un sonido más romántico. En las ocasiones en las que ha establecido textos que no están en inglés, tiende a utilizar tanto el texto como la traducción de la pieza, lo que permite que la pieza comunique su mensaje de manera más eficaz.
Estructuralmente, su música refleja el estilo "intuitivo" con el que compone: Su música es decididamente seccional, pero tiende a tener un flujo natural; a menudo, las melodías pueden traspasar las líneas de compás, creando cierta ambigüedad motívica y seccional. Muchas de sus obras comienzan con una orquestación escasa y aumentan su fuerza interpretativa a medida que continúa, creando variedad e interés a lo largo de una pieza musical determinada. Higdon no compone intencionalmente con una forma en mente, pero permite que la música se desarrolle de forma natural.

## Recepción
La Liga de Orquestas Estadounidenses reportó que Higdon era una de las compositoras estadounidenses vivas más interpretadas en 2008. "La música de Higdon es ágil y experta", escribió Robert Battey del Washington Post. "Las obras vívidas y atractivas de Jennifer Higdon la han convertido en un producto de moda últimamente", escribió Steve Smith del New York Times. Sobre su Concierto para orquesta, Richard Morrison en The Times (Londres) declaró que "es raro presenciar que una gran pieza orquestal nueva sea aclamada como el Concierto para orquesta de Jennifer Higdon fue... El aspecto más impresionante es el estilo con el que se despliega una gran orquesta... Esta colorida y cambiante panoplia instrumental es sin duda una de las razones por las que la obra causa una impresión instantánea... El trabajo de Higdon está tradicionalmente arraigado pero imbuido de integridad, frescura y un deseo de entretener."[cita requerida]
Entre las evaluaciones menos favorables, Andrew Clements en The Guardian le dio a un CD de Higdon una calificación mínima de una estrella. Se refirió a la música como "la música contemporánea estadounidense en su forma más vacía, una mezcolanza ruidosa." Tom Service, también en The Guardian, criticó el Concierto para orquesta de Higdon. Escribió: "El problema con la pieza de Higdon... es que sus gestos extravagantes... funcionan solo como efectos de superficie, sin crear ningún impulso estructural real." De manera similar, aunque en una revisión más positiva, Raymond Tuttle escribió que "aunque el Concierto para orquesta no es notable por su contenido melódico, hay mucho color y brillo en la escritura de Higdon... que pocos oyentes notarán."

### Premios
Higdon ha recibido premios de la Fundación Guggenheim, la Academia Estadounidense de Artes y Letras (dos premios), la Beca Pew en las Artes, Meet-the-Composer, el National Endowment for the Arts y ASCAP. Además, ha recibido subvenciones del Consejo de las Artes de Pensilvania. Higdon ha sido una compositora destacada en festivales como Grand Teton, Tanglewood, Vail, Norfolk, Winnipeg y Cabrillo.
Ha ganado el premio Grammy a la Mejor Composición Clásica Contemporánea en tres ocasiones. El primero fue en 2010 para su Concierto de percusión. El segundo fue en 2018 para su Concierto para viola. Ese concierto fue parte de un álbum dedicado a su música en el sello de Naxos, Higdon: All Things Majestic, Viola Concerto y Oboe Concerto, que también ganó el Grammy 2018 al Mejor Compendio Clásico. El tercero fue en 2020 para su Concierto para arpa.
Higdon ganó el Premio Pulitzer de Música anual por su Concierto para violín (Lawdon Press), que se estrenó el 6 de febrero de 2009 en Indianápolis. La cita de Pulitzer lo llamó "una pieza profundamente atractiva que combina un lirismo fluido con un virtuosismo deslumbrante". Fue encargado conjuntamente por la Sinfónica de Indianápolis, la Sinfónica de Toronto, la Sinfónica de Baltimore y el Curtis Institute of Music.

## Discografía seleccionada
- Cold Mountain (estreno internacional). Miguel Harth-Bedoya, Nathan Gunn, Isabel Leonard, Jay Hunter Morris, Emily Fons, Robert Pomakov, The Santa Fe Opera. PENTATONE PTC 5186583 (2016)[21]